# 横浜市史資料室
横浜市史資料室（よこはましししりょうしつ）は、横浜市に関する、関東大震災の復興期から現代までの資料を所蔵・収集・公開している機関。横浜市西区老松町1番の横浜市中央図書館地下1階に所在する。
『横浜市史II』 編集のため収集した文書・写真などの歴史的資料を基礎に、新規資料を収集、公開を行っているほか、市の歴史的公文書を保存・公開する公文書館機能も担う。

## 利用案内

### 開室時間・休室日
- 開室時間：午前9時30分～午後5時
- 書庫内資料閲覧申請受付時間：午前9時30分～午後4時30分
- 休室日：日曜日及び横浜市中央図書館の休館日

### 利用できる資料
- 行政刊行物・図書
- 個人・機関の資料
- 横浜市の歴史的公文書